# توفینو ایر
توفینو ایر (به انگلیسی: Tofino Air) یک شرکت هواپیمایی با کد یاتا ۲۵ است که در تاریخ دههٔ ۱۹۹۰ میلادی تأسیس شده است.
قطب این شرکت هواپیمایی در فرودگاه آبی بندر نانایمو و فرودگاه سچلت/پرپیس بای واتر قرار دارد و به ۲ مقصد، پرواز مستقیم انجام می‌دهد.